# Puchar Świata w narciarstwie alpejskim 1985/1986
Sezon 1985/1986 Pucharu Świata w narciarstwie alpejskim rozpoczął się 16 sierpnia 1985 w argentyńskim Las Leñas (mężczyźni) i 7 grudnia 1985 we włoskim Sestriere (kobiety), a zakończył 23 marca 1986 w kanadyjskiej miejscowości Bromont. Była to 20. edycja pucharowej rywalizacji. Rozegrano 38 konkurencji dla kobiet (10 zjazdów, 8 slalomów gigantów, 5 supergigantów, 10 slalomów specjalnych (1 równoległy) i 5 kombinacji) i 47 konkurencji dla mężczyzn (13 zjazdów, 7 slalomów gigantów, 5 supergigantów, 15 slalomów specjalnych (2 równoległe) i 7 kombinacji).
Puchar Narodów (łącznie) zdobyła reprezentacja Szwajcarii, wyprzedzając Austrię i RFN.

## Puchar Świata w narciarstwie alpejskim kobiet
Wśród kobiet najlepszą zawodniczką okazała się Szwajcarka Maria Walliser, która zdobyła 287 punktów, wyprzedzając swoje rodaczki Erikę Hess i Vreni Schneider.
W poszczególnych klasyfikacjach tryumfowały:
- Maria Walliser – zjazd
- Erika Hess i  Roswitha Steiner – slalom
- Vreni Schneider – slalom gigant
- Marina Kiehl – supergigant
- Maria Walliser – kombinacja

## Puchar Świata w narciarstwie alpejskim mężczyzn
Wśród mężczyzn najlepszym zawodnikiem okazał się reprezentant Luksemburga Marc Girardelli, który zdobył 294 punkty, wyprzedzając Szwajcara Pirmina Zurbriggena i Markusa Wasmeiera z RFN.
W poszczególnych klasyfikacjach tryumfowali:
- Peter Wirnsberger– zjazd
- Rok Petrović – slalom
- Joël Gaspoz – slalom gigant
- Markus Wasmeier – supergigant
- Pirmin Zurbriggen – kombinacja

## Puchar Narodów (kobiety + mężczyźni)
- 1.  Szwajcaria – 3032 pkt
- 2.  Austria – 2531 pkt
- 3.  RFN – 1267 pkt
- 4.  Włochy – 987 pkt
- 5.  Jugosławia – 634 pkt